# Silvano Hrelja
Silvano Hrelja (ur. 14 marca 1958 w Hreljani) – chorwacki polityk i inżynier, parlamentarzysta, przewodniczący Chorwackiej Partii Emerytów (2008–2020).

## Życiorys
Z wykształcenia inżynier. Ukończył wyższą szkołę techniczną. Pracował w przedsiębiorstwie stoczniowym Uljanik w Puli jako inżynier ds. bezpieczeństwa pracy i ochrony przeciwpożarowej. Był działaczem związkowym w ramach związku pracowników przemysłu metalowego, kierował jego regionalnymi strukturami.
Zaangażował się w działalność polityczną w niepodległej Chorwacji. Został działaczem i następnie przewodniczącym Chorwackiej Partii Emerytów. Kierował nią przez 12 lat, w 2020 na tej funkcji zastąpił go Veselko Gabričević.
W wyborach w 2003 i 2007 uzyskiwał mandat posła do Zgromadzenia Chorwackiego. W 2010 wprowadził swoje ugrupowanie do centrolewicowej Koalicji Kukuriku, w wyborach w 2011 ponownie został wybrany do parlamentu. Utrzymywał go także w wyniku wyborów w 2015, 2016 i 2020. W 2023 został wykluczony z HSU.

## Życie prywatne
Silvano Hrelja jest żonaty, ma dwoje dzieci.